# Stenostygninae
Sous-famille
Les Stenostygninae sont une sous-famille d'opilions laniatores de la famille des Biantidae.

## Distribution
Les espèces de cette sous-famille se rencontrent aux Antilles et en Amérique du Sud.

## Liste des genres
Selon World Catalogue of Opiliones (11/10/2021) :
- Bidoma Šilhavý, 1973
- Caribbiantes Šilhavý, 1973
- Decuella Avram, 1977
- Galibrotus Šilhavý, 1973
- Heterolacurbs Roewer, 1912
- Manahunca Šilhavý, 1973
- Negreaella Avram, 1977
- Stenostygnus Simon, 1879
- Vestitecola Šilhavý, 1973

## Publication originale
- Roewer, 1913 : « Die Familie der Gonyleptiden der Opiliones-Laniatores. » Archiv für Naturgeschichte, sér. A, vol. 79, no 4, p. 1–256 (texte intégral).